# Melipona

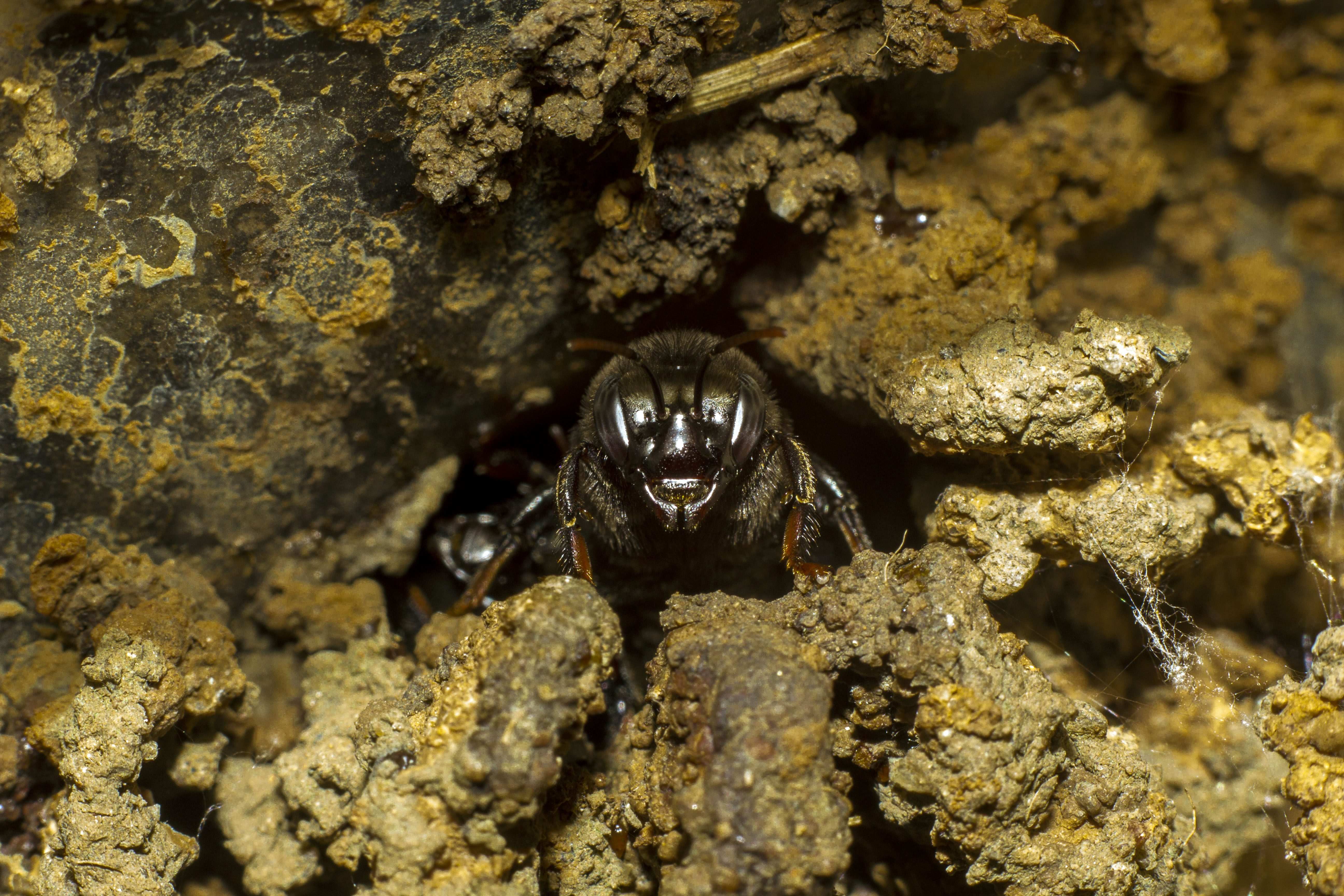
Vigia de mandaçaia guarda a entrada da colmeia.

Melipona é um género de abelhas da tribo Meliponini (sem  ferrão  ou com ferrão atrofiado), que se encontra difundido em áreas quentes dos neotrópicos, de Sinaloa e Tamaulipas (México) a Tucumán e Misiones (Argentina). Pelo menos 40 espécies são conhecidas. Como as demais abelhas da tribo, o gênero possui uma grande importância ecológica e econômica, devido à polinização de plantas nativas e cultivadas.
Várias espécies são mantidas para a produção de mel, como no Brasil, onde algumas são bem conhecidas o suficiente para ter nomes comuns. Mel de Melipona tem sido usado por seres humanos a longo tempo, mas ainda agora é de menor importância comercial. Pesquisas estão acontecendo em técnicas aprimoradas de apicultura.
Alguns nomes comuns de varias espécies: uruçu, mandaçaia, jandaíra e manduri.

## Espécies
- Melipona asilvae - Rajada, manduri[4]
- Melipona beecheii (Bennett)
- Melipona bicolor - (Lepeletier, 1836) – Guarupu, guaraipo
- Melipona capixaba (Moure & Camargo, 1994) - Uruçu preta ou negra
- Melipona compressipes (Smith, 1854) – Tiúba
  - Melipona compressipes manaosensis – Jupará
  - Melipona compressipes fasciculata – (Smith, 1854)
- Melipona cripta - Jandaíra
- Melipona crinita - Uruçú-amarela
- Melipona fasciata (Latreille, 2008)
- Melipona flavolineata - Uruçu-amarela
- Melipona fuscipes (Latreille, 1811)
- Melipona fuscopilosa uruçú-roxa
- Melipona fuliginosa (Latreille, 1811) – Manduri-preto
- Melipona interrupta – Jandaíra
- Melipona mandacaia - Mandaçaia
- Melipona marginata (Lepeletier, 1836) – Manduri, manduri menor, mandurim, minduri, gurupu-do-miúdo, taipeira
- Melipona melanoventer
- Melipona mimetica
- Melipona mondury - Uruçu-amarela
- Melipona nebulosa jurupara-vermelha
- Melipona obscurior
- Melipona quadrifasciata (Lepeletier) – Mandaçaia, amanaçaia, manaçaia, "uruçu"
  - Melipona quadrifasciata anthidioides
- Melipona quinquefasciata (Lepeletier) – Mandaçaia-da-terra, mandaçaia-do-chão, uruçu-do-chão
- Melipona ruficrus – Irapuá
- Melipona rufiventris (Lepeletier) – Uruçu-amarela, tuiuva, tujuba, bugia
  - Melipona rufiventris paraensis – Uruçu-boca-de-ralo
- Melipona scutellaris (Latreille, 1811) – uruçu-nordestina, "uruçu"
- Melipona seminigra - Uruçu-boca-de-renda
  - Melipona seminigra merrillae –  Boca-de-renda
- Melipona subnitida (Ducke, 1911) - Jandaíra
- Melipona yucatanica
- Melipona varia (Lepeletier, 1836) - Moça-branca